# Jurij Sedih
Jurij Georgijevič Sedih (ukrajinsko Юрій Георгійович Сєдих), ukrajinski atlet, * 11. junij 1955, Novočerkask, Rostovska oblast, Sovjetska zveza, † 14. september 2021.
Sedih je nekdanji tekmovalec v metu kladiva, aktualni svetovni rekorder, dvakratni olimpijski, svetovni in trikratni evropski prvak.
Za Sovjetsko zvezo je nastopil na treh poletnih olimpijskih igrah, v letih 1976 v Montreal, 1980 v Moskvi in 1988 v Seulu, leta 1984 v Los Angelesu pa zaradi bojkota svoje države ni mogel tekmovati. V letih 1987 in 1980 je postal olimpijski prvak, leta 1988 pa podprvak. Na svetovnih prvenstvih je osvojil naslov prvaka leta 1991 v Tokiu in naslov podprvaka leta 1983 v Helsinkih, na evropskih prvenstvih pa naslove prvaka v letih 1978 v Pragi, 1982 v Atenah in 1986 v Stuttgartu. Med letoma 1980 in 1986 je šestkrat postavil svetovni rekord v metu kladiva, njegov zadnji rekord, postavljen 30. avgusta 1986 z dolžnico 86,74 m še vedno velja. Leta 1986 je bil izbran za atleta leta.
Njegova prva žena je bila nekdanja šprinterka Ljudmila Kondratjeva, sedanja žena pa je nekdanja tekmovalka v suvanju krogle, Natalija Lisovska. 16. novembra 2013 je bil sprejet v Mednarodni atletski hram slavnih.